# Parc du Drakensberg
Pour les articles homonymes, voir Drakensberg.
Le parc du Drakensberg ou uKhahlamba est un parc d'Afrique du Sud d'une surface de 2 428 km². Il se situe à cheval entre la province de KwaZulu-Natal et le Lesotho. Il tient son nom du massif montagneux du Drakensberg.
Le parc englobe plusieurs parcs de surfaces plus réduites, notamment le Royal Natal National Park et le Drakensberg National Park, protégés au titre de site Ramsar.
Depuis le 30 novembre 2000, le parc a été inscrit sur la liste du patrimoine mondial par l'Unesco.
C'est un site mixte, symbole d'une beauté naturelle rare, d'une concentration de faune rare et de restes archéologiques, notamment des grottes présentant la plus vaste concentration de peintures rupestres de l'Afrique subsaharienne.

## Histoire

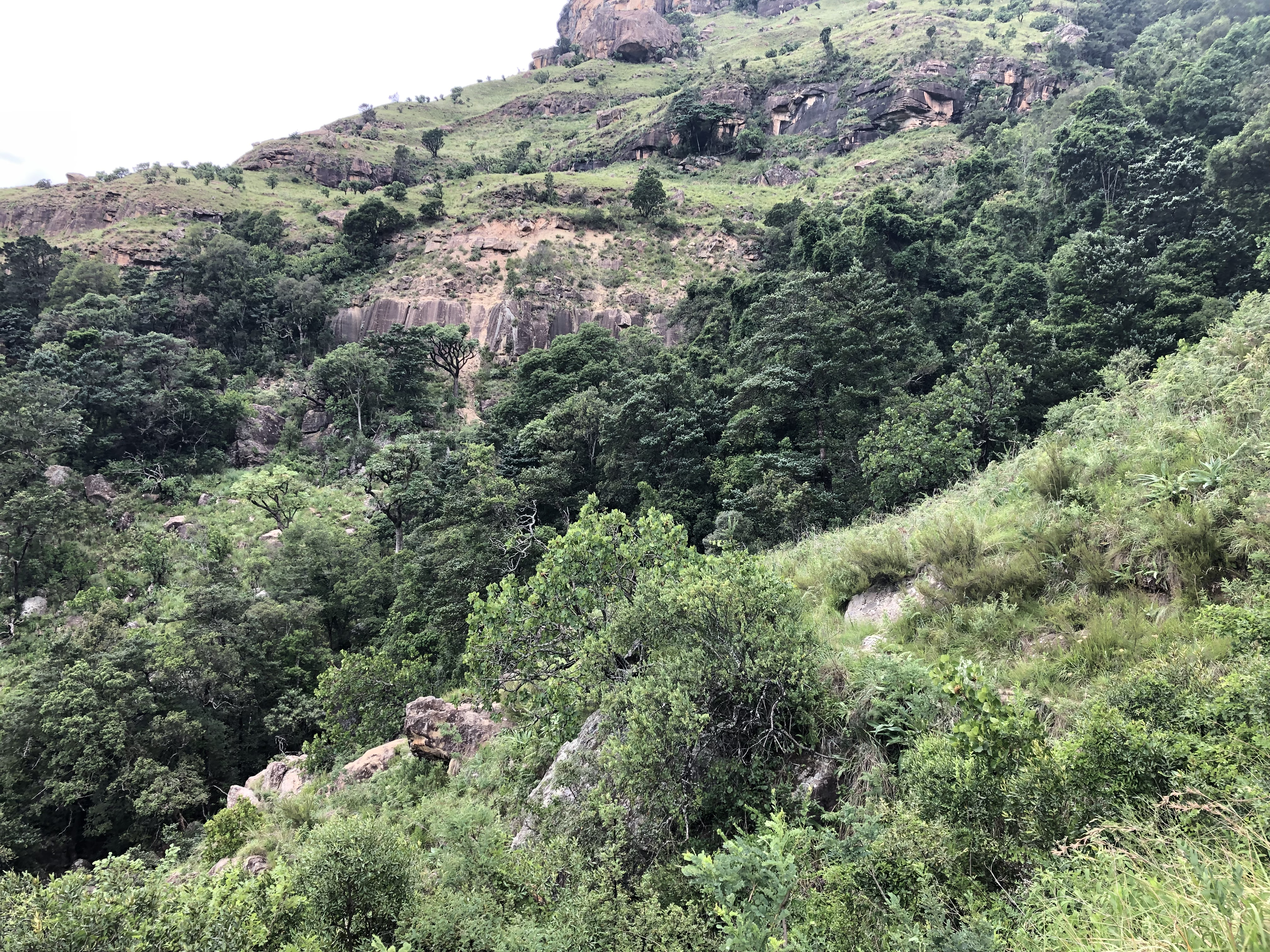
Collines dans le Drakensberg National Park.

Les San, un peuple de chasseurs-cueilleurs, sont les premiers occupants connus de cette région. Ils y auraient vécu pendant 4 000 ans. Bien que le peuple San ait vécu autrefois dans toute l'Afrique australe, les populations de langue bantoue ont migré dans la région au XIIIe siècle et les San se sont retirés notamment dans les vallées en contrebas du Drakensberg, où les surplombs rocheux auraient fourni un abri contre les éléments. Par la suite, avec la colonisation européenne, les fermiers blancs s'approprièrent de plus en plus des terres restantes. Les rares archives historiques suggèrent que le peuple San a tenté de s'adapter, en formant des alliances avec certains de ses nouveaux voisins et en volant des chevaux aux colons. Mais à la fin du XIXe siècle, les San ont disparu de la région.

## Peintures rupestres

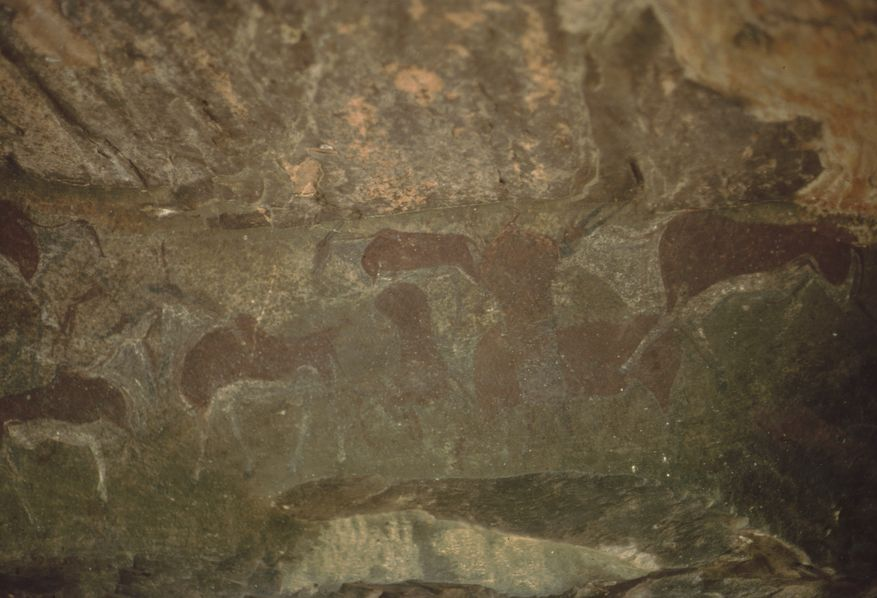
Peintures ruppestres, Giants castle, Drakensberg.

Les San ont laissé derrière eux la plus grande collection de peintures rupestres d'Afrique au sud du Sahara, les plus anciennes peintures connues datant d'environ 2 400 ans. Parmi les centaines d'abris sous roche du Drakensberg, il existe des milliers de peintures rupestres individuelles représentant des animaux, des humains et des objets inanimés dessinés en noir, blanc, rouge, orange et jaune. De nombreuses parois rocheuses ont plusieurs couches de peintures superposées les unes sur les autres.
Parmi les animaux représentés dans ces peintures, l'éland occupe une place prépondérante. Des chevaux, du bétail, des chiens, des moutons, des babouins, des cochons sauvages, des éléphants, des serpents, des oiseaux et d'autres animaux sont également représentés, bien que beaucoup moins souvent. La quantité et la qualité des peintures d'élands sont remarquables, suggérant qu'elles étaient très importantes dans la culture San. Bien que les peintures d'élands soient plus nombreuses que celles de tous les autres animaux, on ne pense pas qu'elles aient été aussi abondantes à l'état sauvage que ces représentations le suggèrent. Alors que la plupart des autres animaux sont régulièrement représentés dans une seule couleur - généralement rouge ou noir - la plupart des élands sont peints dans des combinaisons de plusieurs couleurs, en utilisant souvent des techniques d'ombrage sophistiquées. Parce que le pigment blanc se détériore rapidement, de nombreux élands apparaissent sans tête ni pattes.
Certaines peintures représentent des chasseurs avec des arcs et des flèches ou des lances à la poursuite d'un troupeau d'élands. Dans les peintures les plus récentes, les San sont représentés montés sur des chevaux, dont l'avènement aurait révolutionné leurs stratégies de chasse. Mais d'autres peintures suggèrent que les San comptaient également sur les aliments végétaux. Certaines des figures sont représentées avec des sacs de nourriture sur le dos et des bâtons à creuser à la main. Des tubercules souterrains ainsi que des fruits de saison auraient pu compléter leur régime alimentaire.
Des décennies de recherche ont montré que l'art rupestre est profondément religieux et situé conceptuellement dans le même univers à plusieurs niveaux. Dans l'art rupestre san, l'éland est un élément de liaison. Antilope la plus souvent représentée dans les peintures d'uKhahlamba-Drakensberg, elle figure dans plusieurs rituels San et était considérée comme la créature avec le plus de !gi : - le mot de la langue |Xam signifiant l'essence invisible qui se trouve au cœur de la croyance et du rituel san.
Le vandalisme et les intempéries de la nature ont endommagé les peintures. Il a été suggéré, sur la base des taux de détérioration connus, que la plupart de l'art rupestre restant dans le Drakensberg appartient aux 1 000 dernières années, voire aux derniers siècles.